# Seznam osebnosti iz Občine Šoštanj
Seznam osebnosti iz Občine Šoštanj vsebuje osebnosti, ki so se tu rodile, delovale ali umrle.

## Gospodarstvo in obrt
- Srdan Arzenšek, direktor (1950, Šoštanj)
- Ivan Atelšek, gospodarstvenik in politik (1928, Prihova – 2011, Celje)
- Rafko Berločnik, gospodarstvenik in direktor (1941, Šempeter v Savinjski dolini)
- Friderik Blagotinšek, gospodarstvenik (1914, Šentvid pri Zavodnju – 2008, Velenje)
- Vladimir Čadež, gradbenik (1911, Ljubljana – 1994, Ljubljana)
- Lidija Fijavž Špeh, gospodarstvenica in direktorica (1956, Celje)
- Jelka Fužir, direktorica in humanitarna delavka (1947, Radegunda)
- Bruno Gorogranc, vrtnar (1922, Šoštanj – 2001, Šoštanj)
- Hubert Hauke, trgovec, podjetnik, župan in gostilničar (1905, Šoštanj – 1995, Šentvid ob Glini, Avstrija)
- Marjan Hudej, gospodarstvenik, funkcionar in športnik (1957, Slovenj Gradec)
- Helena Imperl, direktorica in humanitarna delavka (1946, Šoštanj)
- Ivan Kačič, bančnik (1885, Šoštanj – 1924, Gorica)
- Vladka Kaiser, podjetnica in družbenopolitična delavka (1948, Šoštanj)
- Marko Kmecl, gozdarski strokovnjak, publicist in rokometaš (1934, Dobovec)
- Franc Krevzel, podjetnik (1956, Celje)
- Alojz Kojc, vrtnar in fotograf (1898, Predel – 1945, Gorice nad Šoštanjem)
- Dimitrij Lap, direktor in turistični delavec (1931, Ljubljana – 2010, Topolšica)
- Vladimir Malenkovič, gospodarstvenik (1966, Ruma, Srbija)
- Franc Melanšek, usnjarski mojster in sodni cenilec (1896, Ljubno ob Savinji – 1978, Velenje)
- Rudolf Mešič, podjetnik (1932, Šoštanj – 1990, Šoštanj)
- Ciril Mislej, direktor[koga ali česa?] (1916, Perast, Črna gora – Velenje)
- Ivan Movh, obrtnik (1929, Šoštanj – 2019, Šoštanj)
- Vladislav Ostervuh, podjetnik v gradbeništvu in veteran osamosvojitvene vojne za RS (1955, Celje)
- Jože Polak, obrtnik (1928 – 2011)
- Franc Polovšak, obrtnik (1903, Skorno pri Šoštanju – 1966, Skorno pri Šoštanju)
- Fran Rajšter, gostilničar in župan (1852, Mozirje – 1922, Šoštanj)
- Avgust Rednak, čebelar (1883, Velenje – 1985, Šoštanj)
- Ivan Rogelšek, mizarski mojster in obrtnik (1912, Šoštanj – 1994, Šoštanj)
- Jurij Rotovnik, rudar (1937, Slovenj Gradec – 1996, Topolšica)
- Uroš Rotnik, direktor[koga ali česa?] (1968, Slovenj Gradec)
- Ivan Senica, trgovec, posestnik in politik (1879, Celje – po 1919)
- Franc Skornšek, turistični delavec (1955, Lepa Njiva)
- Andrej Stegnar, gospodarstvenik (1906, Tržič – 1981, Ljubljana)
- Milica Ljudmila Tičič, gospodarstvenica (1954, Zavodnje)
- Cvetka Tinauer, gospodarstvenica in funkcionarka (1957, Šoštanj)
- Franc Tretjak, ekonomist (1914, Trbovlje – 2009)
- Simon Tot, gospodarstvenik in direktor (1960, Slovenj Gradec)
- Vladimir Vlado Videmšek, rudar, gasilec (1948, Škale – 2003, Gaberke)
- Jakob Volk, obrtnik, kulturni delavec in gasilec (konec 19. stoletja, Šoštanj – 1959)
- Ivan Vošnjak, tovarnar in politik (1851, Šoštanj – 1933, Ptuj)
- Franz Xaver Woschnagg, slovensko-nemški podjetnik in tovarnar (1832, Šoštanj – 1912, Šoštanj)
- Franz Woschnagg, slovensko-nemški podjetnik in tovarnar (1865, Šoštanj – 1931, Šoštanj)
- Martin Zeichen, izdelovalec orgel (1821, Trbovlje – 1866, Polzela)

## Humanistika in znanost
- Miran Aplinc, zgodovinar in muzealec (1963, Maribor)
- Mirko Bizjak, rudarski inženir, partizan in gospodarstvenik (1920, Pribišje – 1999, Topolšica)
- Oki Blatnik, strojnik (1980, Slovenj Gradec – 2012, Ljubljana)
- Valter Braz, germanist in pedagog (1914, Trst, Italija – 1988, Ljubljana)
- Rafael Cajhen, elektrotehnik (1933, Ljubljana)
- Zvone Anton Čebul, zbiratelj (1933, Šoštanj)
- Vilma Fece, ekologinja, pedagoginja in direktorica (1958, Lokovica)
- Andrej Fekonja, literarni zgodovinar in duhovnik (1851, Negova – 1920, Šoštanj)
- Boris Goličnik, župan, komunalni inženir in gasilec (1975, Slovenj Gradec)
- Franc Hribernik, zgodovinar, ravnatelj, pedagog in kronist (1887, Braslovče – 1965, Mozirje)
- Ferdinand Kavčnik, filozof in literat (1947, Zavodnje – 1986, Logarska dolina)
- Nataša Kopušar, doktorica znanosti (1971, Slovenj Gradec)
- Anton Kugonič, kinolog in družbenopolitični delavec (1938, Bele Vode)
- Maksimiljan Lomšek, publicist (1925, Gaberke – 2013, Celje)
- Benjamin Lukman, fizik, diplomat in funkcionar (1942, Topolšica)
- Milan Medved, rudarski strokovnjak in direktor (1960, Celje)
- Uroš Merc, elektrotehnik in direktor (1976, Slovenj Gradec)
- Boris Mezgec, elektrotehnik (1949, Postojna)
- Edo Roblek, slavist in šahist (1932, Ljubljana – 2008, Topolšica)
- Friderik Rolle, geolog in paleontolog (1827, Bad Homburg von der Höhe, Nemčija – 1887, Bad Homburg von der Höhe, Nemčija
- Anton Seher, rudarski strokovnjak (1918, Borovlje – 2015, Topolšica)
- Ivan Sevšek, elektrotehnik in kulturni delavec (1949, Celje)
- Marta Svetina Veder, geologinja in direktorica (1963, Celje)
- Natalija Špeh, doktorica znanosti (1972, Slovenj Gradec)
- Emil Šterbenk, ekolog, igralec in politik (1962, Slovenj Gradec)
- Ivan Vizovišek, kemik (1918, Žalec – 1989, Ljubljana)
- Nives Vrbič Kugonič, biologinja (1961, Celje)
- Stojan Zalar, metalurg (1921, Šoštanj – 1990, Poughkeepsie, Združene države Amerike)
- Milan Ževart, zgodovinar in muzealec (1927, Podkraj pri Velenju – 2006, Slovenj Gradec)

## Kultura

### Glasba
- Robert Goličnik, glasbenik (1976, Slovenj Gradec)
- Viktor Hladin, glasbenik in kulturni delavec (1914, Velenje – 1987, Podkraj pri Velenju)
- Anka Jazbec, zborovodkinja (1963, Celje)
- Dunya Tinauer Verbovšek, operna in koncertna pevka ter pedagoginja (1988, Šoštanj)
- Franja Burja Kocuvan, glasbenica (1901, Šoštanj – 1970, Láznĕ Darkov, Češka)
- Ivan Marin ml., glasbenik, ravnatelj in pedagog (1938, Trbovlje)
- Ivan Ocvirk, glasbenik, skladatelj in organist (1883, Šempeter v Savinjski dolini – 1951, Sisek, Hrvaška)
- Ladislav Pal, glasbenik (1936, Beograd, Srbija – 2010, Topolšica)
- Danica Pirečnik, zborovodkinja in pedagoginja (1954, Šoštanj)
- Branko Rajšter, dirigent, glasbeni pedagog in skladatelj (1930, Šoštanj – 1989, Maribor)
- Branko Škruba, glasbenik in pedagog (1946, Javorje)
- Janez Šuligoj, glasbenik in pedagog (1964, Celje)
- Dejan Tamše, glasbenik (1972, Šoštanj)
- Silvester Tamše, dirigent in glasbenik (1927, Gaberke – 1993, Šoštanj)
- Jurče Vreže, zborovodja in glasbenik (1906, Bobovo pri Šmarju – 1987, Celje)
- Janez Vinko Zacirkovnik, glasbenik in gradbenik (1946, Celovec)
- Zdravko Zupančič, glasbenik, godbenik, dirigent (1937, Šoštanj – 2010, Celje)

### Gledališče in film
- Tomo Čonkaš, filmski ustvarjalec (1963, Slovenj Gradec)
- Kajetan Čop, gledališki ustvarjalec in direktor (1974, Slovenj Gradec)
- Marija Ana Djordjevič, kulturna delavka in direktorica (1930, Škale)
- Marija Kolar, gledališka ustvarjalka (1933, Velenje)
- Janez Napotnik, gledališčnik, fotograf, pisec in kulturni delavec (1956, Slovenj Gradec)
- Blaž Rogelšek, filmski ustvarjalec, producent in podjetnik (1992, Celje)
- Karl Seme, gledališki ustvarjalec, pedagog, družbenopolitični delavec in veteran vojne za Slovenijo (1947, Trbovlje)
- Mitja Tavčar, filmski igralec (1961, Šoštanj – 1992)
- Marinka Theureschuh, gledališka ustvarjalka (1935, Šoštanj – 1986, Trst, Italija)

### Književnost
- Milojka Bačovnik Komprej, literatka in kulturna delavka (1963, Slovenj Gradec)
- Dušan Brešar Mlakar, literat (1959, Celje)
- Karel Destovnik – Kajuh, pesnik, prevajalec in narodni heroj (1922, Šoštanj – 1944, Šentvid pri Zavodnju)
- Ivan Fajdiga, pisatelj in publicist (1854, Kamnik – 1935, Kamnik)
- Alenka Glazer, pesnica, prevajalka, urednica in literarna zgodovinarka (1926, Maribor – 2020, Topolšica)
- Danijela Hliš, literatka in prevajalka (1949, Šoštanj)
- Jože Klančnik, literat, kulturni delavec, gledališki ustvarjalec, novinar in založnik (1931, Šoštanj – 2013, Ljubljana)
- Karl Klančnik, literat, prevajalec, novinar in publicist (1928, Šoštanj – 1988, Podkraj pri Velenju)
- Borut Korun, literat, kulturni delavec, publicist, svetovni popotnik in politik (1946, Ljubljana)
- Irina Kralj, literatka (1961, Topolšica)
- Adolf Lipnik, literat in družbenopolitični delavec (1925, Škale – 2020, Topolšica)
- Nežka Mlakar, literatka in udeleženka NOB (1926, Ljubljana – 2004)
- Davorin Ravljen, pisatelj, novinar, urednik in prevajalec (1898, Šoštanj – 1965, Ljubljana)
- Alojz Rebula, pisatelj, dramaturg in prevajalec (1924, Šempolaj, Italija – 2018, Topolšica)
- Pavla Rovan, pesnica in pisateljica (1908, Frastanz, Avstrija – 1999, Topolšica)
- Ivo Stropnik, literat in kulturni delavec (1966, Celje)
- Vincenc Šmajs, literat, publicist in pedagog (1924, Parižlje – 2016, Topolšica)
- Apolonija Šumnik, literatka in slikarka (1920, Bele Vode – 2000, Šoštanj)
- Anton Tanc, pisatelj, publicist in kulturnoprosvetni delavec (1887, Modrič – 1947, Maribor)
- Zdenko Zavadlav, pisatelj, novinar in udeleženec NOB (1924, Šoštanj – 2006, Ljubljana)
- Janez Žmavc, dramatik, dramaturg in knjižničar (1924, Šoštanj – 2019, Slovenj Gradec)
- Vlado Vrbič, pisatelj, kulturni delavec, direktor in publicist (1955, Šoštanj)

### Slikarstvo, kiparstvo, arhitektura in fotografija
- Adi Arzenšek, slikar in grafik (1932, Novo mesto – 1994, Ljubljana)
- Vojko Babič, slikar (1940, Hrastnik)
- Ciril Cesar, kipar in industrijski oblikovalec (1923, Mozirje)
- Stojan Knežević, slikar (1979, Slovenj Gradec)
- Ivan Kolar, slikar (1939, Vojnik)
- Andrej Krevzel, slikar (1956, Šmartno ob Paki)
- Milojko Kumer, restavrator in kipar (1951, Šoštanj)
- Majda Kurnik, slikarka in kulturna delavka (1920, Škale – 1967, Beograd)
- Peter Matko, slikar in pedagog (1955, Celje)
- Drago Mazej, slikar in športnik (1946, Šoštanj)
- Adi Miklavc, arhitekt in projektant (1937, Polzela – 2002, Velenje)
- Jožef Miklavc, fotograf in novinar (1950, Celje)
- Ivan Napotnik, kipar (1888, Zavodnje – 1960, Šoštanj)
- Gregor Petkovnik, kipar (1970, Bele Vode)
- Adi Pirtošek, slikar (1941 – 2020, Topolšica)
- Denis Senegačnik, slikar (1969, Ljubljana)
- Bernard Sešel, kipar in slikar (1946, Završe)
- Oskar Sovinc, slikar in turistični delavec (1944, Ravne)
- Rudolf Strmčnik, rokodelski obrtnik in rudar (1944, Plešivec – 2010, Topolšica)
- Jože Svetina, slikar in pedagog (1934, Šmartno pod Šmarno goro)
- Stojan Špegel, slikar in literat (1963, Slovenj Gradec)
- Miroslav Šumnik, slikar (1951, Zavodnje)
- Marjan Tekauc, fotograf in podjetnik (1950, Šoštanj)
- Vlado Valenčak, slikar, udeleženec NOB, publicist in politik (1920, Velenje – 1976)
- Edvard Vučina, arhitekt (1962, Slovenj Gradec)
- Ivan Žlebnik - Vanč, grafik, okoljevarstvenik in rezbar (1955, Šentvid)
- Joco Žnidaršič, fotograf (1938, Šoštanj)

## Politika, uprava in pravo
- Rudi Zajec - Januar, pravnik, udeleženec NOB in funkcionar (1922, Slovenske Konjice – 1995, Šoštanj)
- Jožef Berdnik, družbenopolitični delavec in publicist (1928, Šmartno ob Paki – 2015)
- Anton Bole, politik in gospodarstvenik (1916, Bled – 1990, Ljubljana)
- Anton Božič, pravnik in odvetnik (1876, Stročja vas – 1933, Celje)
- Edvard Centrih, pravnik in funkcionar (1933, Klenovnik, Srbija – 1998, Velenje)
- Janez Dvornik, družbenopolitični delavec (1956, Celje)
- Jože Globačnik, družbenopolitični delavec in politik (1923, Ravne – 2007, Maribor)
- Jože Goričar, pravnik in sociolog (1907, Mozirje – 1985, Novi Sad, Srbija)
- Teodor Gorogranc, poslanec v zboru občine Velenje, turistični delavec in predsednik turističnega društva Šoštanj (1948, Šentilj pri Mariboru - 2015, Celje)
- Milan Goršek, gostilničar (1965, Šoštanj)
- Karl Emil Haebler, plemič, baron, ustanovitelj steklarn in bombažne predilnice na Poljskem (1855, Žitava, Nemčija – 1934, Bruselj, Belgija)
- Maria Louise Haebler, plemkinja, baronica, literatka in prevajalka (1873, Dunaj, Avstrija – 1948, Bruselj, Belgija)
- Kristian Hrastel, družbenopolitični delavec in direktor (1936, Celje)
- Marjan Jakob, politik in direktor (1954, Celje)
- Milan Kopušar, župan, poslanec in politik (1960, Celje)
- Vincenc Ježovnik, župan in politik (1856, Velenje – 1910, Velenje)
- Lucijan Koritzky, uradnik in kulturni delavec (pred 1900 – po 1945)
- Franc Korun, župan, družbenopolitični delavec in direktor (1933, Ljubljana – 2000, Topolšica)
- Marija Emilija Kovač, humanitarna delavka, političarka, športnica in direktorica (1936, Slovenske Konjice)
- Peter Martin Krapež, župan, gospodarstvenik in družbenopolitični delavec (1935, Celje)
- Anton Lovrec, družbenopolitični delavec (1956, Rjavci)
- Ludvik Mali, župan, ravnatelj in direktor (1919, Cerklje na Gorenjskem – 2010, Velenje)
- Jože Marolt, župan, politik in šolnik (1924, Plešivec – 2009, Celje)
- Stanislav Mazej, družbenopolitični delavec, strojnik in projektant (1932, Zavodnje)
- Fran Mayer, župan in pravnik (1866, Sevnica – 1940, Šoštanj)
- Darko Menih, župan, politik in učitelj (1948, Topolšica)
- Magdalena Majda Menih, družbenopolitična, turistična in humanitarna delavka (1939, Maribor)
- Anton Močilnik, župan (1927, Mežica – 2012, Topolšica)
- Maks Podlesnik, družbenopolitični in kulturni delavec ter udeleženec NOB (1925, Ljubno ob Savinji – 1996, Velenje)
- Franc Podvratnik, poslanec, župan in udeleženec NOB (1922, Lepa Njiva – 1972, Slovenj Gradec)
- Franc Rapoc, pravnik in notar (1842, Malečnik – 1882, Maribor)
- Stane Ravljen, politik in udeleženec NOB (1928, Šoštanj – 1977)
- David Ravnjak, družbenopolitični delavec in veteran vojne za Slovenijo (1946, Slovenj Gradec)
- Janko Sernec (mlajši), pravnik, sodnik in pisec (1881, Celje – 1942)
- Ignac Sitter, politični delavec (1875, Zagorje ob Savi – 1939, Trbovlje)
- Bernard Skarlovnik, družbenopolitični delavec (1929, Plešivec – 2019, Gaberke)
- Josip Skaza, župan, posestnik in gostilničar (1866, Velenje – 1947, Velenje)
- Gvidon Srebre, pravnik (1839, Šoštanj – 1926, Brežice)
- Karl Stropnik, družbenopolitični delavec in funkcionar (1942, Škale)
- Štefan Szabo, politik in športnik (1939, Šoštanj)
- Franc Šmon, politični delavec, pisec in duhovnik (1907, Loke, Tabor – 1985, Slovenj Gradec)
- Eberhard Šoštanjski, plemič (12. in začetek 13. stoletja)
- Herman Šoštanjski, plemič (12. in začetek 13. stoletja)
- Ivan Štravs, politik (Šebrelje, 1875 – ?, Šoštanj)
- Ivan Štuhec, pravnik in narodni buditelj (1820, Bučkovci – 1885, Celje)
- Miran Topolovec, pravnik (1919, Ljubljana – 1987, Topolšica)
- Cilka Trobej, družbenopolitična delavka in pedagoginja (1897, Velenje – 1988, Šoštanj)
- Miha Valenci, občinski odbornik in gasilec (1923, Velenje – 2007, Topolšica)
- Erika Veršec, družbenopolitična delavka in direktorica (1942, Proseniško)
- Ivan Verzolak, politik, poslanec in strojni tehnik (1944, Škale – 2020, Topolšica)
- Miloš Volk, župan, gasilec in družbenopolitični delavec (1902, Šoštanj – 1992, Velenje)
- Josip Vošnjak, politik, zdravnik in pisatelj (1834, Šoštanj – 1911, Visole pri Slovenski Bistrici)
- Mihael Vošnjak, poslanec, politik, gospodarstvenik in ustanovitelj hranilništva na Slovenskem (1837, Šoštanj – 1920, Glion, Švica)
- Herman Vovbrški, plemič (13. stoletje – 1322)
- Olga Vrabič, družbenopolitična delavka in farmacevtka (1916, Šmohor – 2001, Celje)
- Hans Woschnagg, slovensko-nemški župan, poslanec, podjetnik in tovarnar (1862, Šoštanj – 1911, Catania, Italija)
- Jaroslav Vrtačnik, družbenopolitični delavec in direktor (1950)
- Nestl Žgank, župan in direktor (1909, Dolenja vas – 2004, Topolšica)

## Religija
- Jožef Castelliz, duhovnik, redovnik in jezuit (1710, Šoštanj – po 1773, Gradec, Avstrija)
- Vaclav Čeh, duhovnik (1866, Lukavec, Češka – 1941, Frankolovo)
- Pavel Gril, duhovnik (1890, Šmartno pri Slovenj Gradcu – 1963, Šoštanj)
- Blaž Kocen, duhovnik, geograf in pedagog (1821, Hotunje – 1871, Dunaj, Avstrija)
- Anton Koren, redovnik (1910, Šoštanj – 1985, Rim, Italija)
- Marijan Mihael Kuk, duhovnik (1927, Gabrovlje – 2012, Topolšica)
- Jože Lampret, duhovnik in udeleženec NOB (1903, Šoštanj – 1969, Ljubljana)
- Anton Medved, teolog, pedagog, književnik in publicist (1862, Gorica pri Raztezu – 1925, Maribor)
- Jože Pribožič, duhovnik, župnik, dekan, ekonom škofije (1947, Gorica pri Raztezu)
- Marijan Veternik, duhovnik in eksorcist (1957, Ravne)
- Lavrencij Vošnjak, duhovnik (1830, Velenje – 1896, Šoštanj)
- Rafael Wegund, duhovnik (1803, Škale – 1858, Bele Vode)

## Šolstvo
- Anton De Costa, pedagog, tabornik in politik (1942, Celje)
- Franc Hudomal, pedagog, literat in kulturni delavec (1927, Korpe – 2022, ?)
- Marija Hudomal, pedagoginja in literatka (1927, Malahorna – 2010, Celje)
- Stanislav Klančnik, pedagog in inovator (1951, Maribor)
- Edmund Kmecl, pedagog (1908, Celje – 1992, Topolšica)
- Matjaž Kmecl, pedagog, literat, publicist in politik (1934, Dobovec)
- Fran Kocbek, pedagog, publicist in funkcionar (1863, Ločki Vrh – 1930, Gornji Grad)
- Viktor Kojc, pedagog, likovni kritik, slikar, kipar in kulturni delavec (1925, Šoštanj – 2000, Šoštanj)
- Karel Kordeš, ravnatelj in pedagog (1928, Slivnica pri Mariboru – 1991, Velenje)
- Ivan Koropec, pedagog in funkcionar (1973, Studenice – 1944, Poljčane)
- Marija Lesničar, ravnateljica, pedagoginja in družbenopolitična delavka (1937, Verd)
- Leopoldina Lukič, pedagoginja in ravnateljica (1934, Loke pri Zagorju – 2013, Topolšica)
- Mihael Macur, pedagog (1941, Polje ob Sotli)
- Martin Mencej, pedagog in publicist (konec 19. stoletja – po 1939)
- Jože Melanšek, pedagog, planinec, družbenopolitični delavec in direktor (1932, Velenje)
- Alenka Mlinšek, pedagoginja in zborovodkinja (1943 – 2020, Celje)
- Adolf Mravlagg, ravnatelj (1885, Lenart v Slovenskih goricah – 1932, Baden, Avstrija)
- Juliana Modrijan, pedagoginja, družbenopolitična delavka in igralka (1943, Šoštanj)
- Peter Musi, pedagog, bibliotekar, kmetovalec in hranilničar (1799, Vransko – 1875, Šoštanj)
- Matjaž Natek, pedagog, športnik, trener in funkcionar (1933, Šoštanj – 2002, Celje)
- Martin Pustatičnik, pedagog (1940, Plešivec)
- Terezija Pušnik, ravnateljica in pedagoginja (1940, Ločica pri Vranskem)
- Toni Rehar, pedagog, trener in novinar (1939, Žalec)
- Peter Robida, pedagog in direktor (1933, Laško)
- Janka Ivetta Rozman, pedagoginja in prevajalka (1947, Rimavská Sobota, Slovaška)
- Vida Rudnik, ravnateljica in pedagoginja (1947, Podgora)
- Boris Oblišar, pedagog in slikar (1964, Celje)
- Ivan Smolnikar, pedagog (1862, Celje – 1936, Šoštanj)
- Maša Stropnik, pedagoginja, kulturna delavka in družbenopolitična delavka (1978, Slovenj Gradec)
- Veronika Svetina, pedagoginja in slikarka (1935, Kasaze)
- Anica Šuligoj, pedagoginja, kulturna in družbenopolitična delavka (1927, Šmihel nad Mozirjem)
- Avgust Tanšek, pedagog in turistični delavec (1931, Škale)
- Ivan Theuerschuh, pedagoški pisec (1904, Ljubljana – 1982, Trst, Italija)
- Marta Trampuš, pedagoginja in kulturna delavka (1912, Velenje – 2003, Topolšica)
- Alojzij Trobej, šolski upravitelj, sadjar, pedagog in čebelar (1861 – po 1925)
- Mira Videčnik, pedagoginja, ravnateljica in družbenopolitična delavka (1945, Žiče – 2005, Topolšica)
- Jože Zakošek, pedagog (1935, Hrastje – 2011, Topolšica)
- Ema Zapušek, pedagoginja in orglarica (1962, Celje)
- Tanja Zrnič, pedagoginja in novinarka (1948, Celje)
- Rudolf Ževart, pedagog, trener, športni delavec, novinar in veteran vojne za Slovenijo (1935, Velenje)

## Šport
- Karl Drago Bizjak, športnik, športni delavec, rudar in družbenopolitični delavec (1944, Topolšica – 2001, Topolšica)
- Stanislav Brunšek, športni delavec in gasilec (1942, Rečica ob Paki – 2005, Topolšica)
- Viktor Češnovar - Vika, dirkač prikoličar, predsednik krajevne skupnosti Skorno-Florjan (1950, Šoštanj)
- Franc Dobrovnik, dirkač prikoličar, mehanik, gostinc-podjetnik (1954, Šoštanj - 2022, Šoštanj)
- Maks Dvornik, športnik, športni delavec in igralec (1916, Šoštanj – 2008, Slovenj Gradec)
- Milogoj Jarnovič, športni delavec in pedagog (1903, Dramlje – 1981, Šoštanj)
- Štefan Kac, športnik in trener (1945, Šoštanj)
- Zoran Kedačič, odbojkarski trener (1984, Šoštanj)
- Zoran Kompan, športnik in trener (1955, Šoštanj)
- Nejc Kortnik, športnik in gasilec (1984, Slovenj Gradec)
- Ivan Kotnik - Ivč, alpinist, pedagog, metalurg in direktor (1951, Zavodnje)
- Janko Lukner, športni delavec in direktor (1953, Družmirje)
- Rudi Mešič, reprezentant športnega ribolova (1955, Celje – 1976, Šoštanj)
- Vlado Mešič, tekmovalec športnega ribolova in podjetnik (1961, Celje – 2009, Šoštanj)
- Matic Nežmah, športnik (1983, Slovenj Gradec)
- Vinko Pejovnik, planinski vodnik (1937, Omsk, Rusija)
- Jure Djordje Piano, športni delavec in funkcionar (1934, Beograd, Srbija – 2012, Topolšica)
- Anton Preinfalk, šahist (1911, Gradec, Avstrija – 2011, Topolšica)
- Iztok Puc, športnik (1966, Slovenj Gradec – 2011, San Diego, Združene države Amerike)
- Franc Rogelšek - Franjo, dirkač prikoličar (1947, Lokovica, Šoštanj – 2000, Šmartno ob Paki)
- Ivan Sevčnikar, smučarski učitelj in oskrbnik planinskih koč (Podkraj pri Velenju – Maribor)
- Sebastjan Sovič, športnik in trener (1976, Slovenj Gradec)
- Tone Tratnik, športnik in rokodelski obrtnik (1954, Nova Štifta – 2004, Topolšica)
- Ivan Vajdl, športnik in trener (1957, Šoštanj)
- Franci Verko - Verč, alpinist (1947, Topolšica – 2016, Topolšica)
- Jože Založnik, športni delavec (1931, Celje – 1997, Šmartno ob Paki)

## Vojska
- Stane Dobovičnik - Krt, partizanski komandant (1914, Tržič, Italija – 1944, Topolšica)
- Stane Jamnikar, udeleženec NOB in planinski vodnik (1927, Velenje – 2005, Topolšica)
- Franc Knez, partizanski kurir (1888 – 1944, Bele Vode)
- Srečko Majer, Maistrov borec, pedagog in sadjar (1899, Maribor – 1969, Šoštanj)
- Dušan Mayer, kapitan in športnik (1900, Šoštanj – 1971, Šoštanj)
- Jože Menhart, Maistrov borec in udeleženec NOB (1899, Maribor – 1978, Topolšica)
- Božo Mravljak - Bombi, udeleženec NOB (1917, Šoštanj – 1942, Maribor)
- Dušan Mravljak - Mrož, udeleženec NOB in narodni heroj (1914, Šoštanj – 1943, Osankarica na Pohorju)
- Anton Novak, partizanski kurir (1924 – 1944, Topolšica)
- Miha Pintar - Toledo, partizanski komandir in narodni heroj (1913, Šentrupert pri Celovcu, Avstrija – 1942, Lokovica)
- Ivan Pirečnik, udeleženec NOB (1941, Šoštanj – 1995, Šoštanj)
- Ivan Rahten, udeleženec NOB in družbenopolitični delavec (1920, Škale – 2010, Topolšica)
- Ivan Blaž Röck - Biba (ilegalno ime tudi Silvo), partizan in udeleženec NOB (1914, Šoštanj – 1942, Maribor)
- Jože Rogelšek - Zvone, udeleženec NOB (1908, Šoštanj – 1942, Pesek - Rogla)
- Ivan Samonigg, avstrijski oficir slovenskega rodu in reorganizator avstrijskega vojaškega šolstva (1839, Šoštanj – 1915, Baden, Avstrija)
- Alojz Slavko Stropnik, udeleženec NOB in kmetovalec (1918, Družmirje – 2008, Topolšica)
- Valentin Škrabanja - Zdravko, komandir (? – 1945, Zavodnje)
- Janko Vrabič, revolucionar in prvoborec (1903, Šoštanj – 1943, Prijepolje, Srbija)

## Zdravstvo
- Franc Blatnik, veterinar, direktor in športnik (1951, Velenje)
- Alojzij Fijavž, zdravnik in direktor (1926, Ljubljana – 2003, Topolšica)
- Adolf Hofer, zobozdravnik (1943, Šmartno ob Paki – 2006, Topolšica)
- Tomaž Hudoletnjak, bolničar in humanitarni delavec (1921, Strmec Podravski, Hrvaška – 1992, Velenje)
- Janez Lempaurer, zdravnik (18. stoletje)
- Hans Lichtenegger, zdravnik (pred 1875, Nemčija – 1929, Šoštanj)
- Milan Matko, veterinar (1958, Celje)
- Stane Medič, zdravnik (1898, Fram – 1966, Šoštanj)
- Bogdan Menih, zdravnik in družbenopolitični delavec (1938, Topolšica – 1999, Topolšica)
- Ivana Plešnik, družinska negovalka (1940, Spodnji Razbor)
- Janez Poles, zdravnik, publicist in direktor (1951, Slovenj Gradec)
- Franc Polh - Izak (ilegalno ime tudi Egon Kos), zdravnik in udeleženec NOB (1915, Velenje – 1989, Ljubljana)
- Ivan Pučnik, zdravnik, pianist in skladatelj (1915, Trbovlje – 1991, Slovenj Gradec)
- Seydlein, zdravnik (14. stoletje)
- Jurij Srebre, zdravnik (Železna Kapla, Avstrija – 1869, Maribor)
- Jože Stropnik, zdravnik (1923, Družmirje – 1982, Ljubljana)
- Jovan Stupar, zdravnik (1947, Mali Iđoš, Srbija – 2020, Topolšica)
- Milorad Štimac, zobozdravnik in družbenopolitični delavec (1932, Tetovo, Makedonija – 1998, Topolšica)
- Ivan Urbanc, zdravnik (1963, Šoštanj)
- Mihael Valenzi pl., zdravnik (1728, Šoštanj – 1813, Brno, Češka)
- Ivan Zagožen, veterinar (1942, Bočna)

## Osebnosti od drugod
- Rudi Ahčan, montanist in rudarski inženir (1918, Zagorje ob Savi – 2008, Ljubljana)
- Leopold Andrée ml., elektrotehnik (1910, Ljubljana – 1992, Ljubljana)
- Viktor Avbelj, politik (1914, Prevoje – 1993, Ljubljana)
- Srečko Brodar, arheolog in geolog (1893, Ljubljana – 1987, Ljubljana)
- Ivan Dolničar - Janošik, prvoborec, partizan, politični komisar, vojaški pedagog, general in politik (1921, Šujica – 2011, Ljubljana)
- Fanči Gostiša, slikarka (1913, Idrija – 1997, Ljubljana)
- Matevž Hace, pisatelj, partizan, gasilec in družbenopolitični delavec (1910, Podcerkev – 1979, Podcerkev)
- Tomaž Hren, rimskokatoliški duhovnik, ljubljanski škof in mecen (1560, Ljubljana – 1630, Gornji Grad)
- Stane Ilc - Krištof, sekretar komiteja KPS ( – 1944, Lokovica)
- Jože Letonja - Kmet, udeleženec NOB (1914, Veliki Vrh – 1942, Ljubno ob Savinji)
- Alexander Löhr, nemški vojni zločinec, vojaški pilot in general (1885, Turnu-Severin, Romunija – 1947, Beograd, Srbija)
- Bojan Paradiž, meteorolog (1930, Kočevje – 2012, Ljubljana)
- Zoran Rant, strojnik in profesor (1904, Ljubljana – 1972, München, Nemčija)
- Franc Rozman - Stane, vojaški poveljnik in generallajtnant (1912, Spodnje Pirniče – 1944, Lokve)
- Jožef Staner, kipar (1701, Irdning, Avstrija – 18. stoletje)
- Peter Stante - Skala, slovenski general, partizan in narodni heroj (1914, Celje – 1980, Črna pri Kamniku)
- Janez Andrej Strauss, slikar in pozlatar (1721, Slovenj Gradec – 1783, Slovenj Gradec)
- Arpad Šalamon, pedagog, umetnik in modelar (1930, Subotica, Srbija)
- Ante Trstenjak, slikar in grafik (1894, Slamnjak – 1970, Maribor)
- Ivan Vavher, podobar in mizar (1803, Šmihel nad Mozirjem – 1867, Radegunda)
- Karel Verstovšek, politik in filolog (1871, Velenje – 1923, Maribor)
- Stanislav Vovk, novinar in fotograf (1945, Hrastovec)
- Franc Ksaver Zajec, kipar in podobar (1821, Sovodenj – 1888, Ljubljana)
- Angelo Zoratti, slikar, rezbar in pozlatar (1839, Videm, Italija – 1913, Maribor)
- Aristid Zornik, slikar in pedagog (1913, Koper – 1985, Velenje)
- Klavdij Ivan Zornik, slikar (1910, Koper – 2009, Ljubljana)
- Fran Zupan, slikar (1887, Ljubljana – 1975, Ljubljana)